# Podotenus victoriae
Podotenus victoriae är en skalbaggsart som beskrevs av Blackburn 1897. Podotenus victoriae ingår i släktet Podotenus och familjen Aphodiidae. Inga underarter finns listade i Catalogue of Life.